# 汪聪
汪聪（1984年5月8日—），中国大陆主持人、演员，现经纪公司为酷漾娱乐。其于2008年加入光线传媒担任节目主持，及后于2011年12月成为江苏卫视《名医》节目的主持人。2012年11月，其因客串高晓松的《晓说》而受到关注，被媒体称为“大白腿女神”。2013年3月25日，应优酷制作的娱乐资讯节目《优酷全娱乐》（现《这！就是娱乐圈》）启播而主持该节目至今。

## 经历
汪聪大学时就读于北京工业大学国际贸易专业，但其曾计划报考北京广播学院英文播音专业，惟因其报考年份文化课分数线太高而未能成事。而在其于北工大就读期间，一位曾面试过她的北京广播学院教员为其推荐了数个试镜机会。大学毕业后，汪聪加入光线传媒，主持《影视风云榜》《我爱看电影》等节目。2011年，其因“发挥空间不够”离开光线传媒，并在该年12月10日随江苏卫视康养类节目《名医》启播而开始担任该节目的主持人，但未有因此与JSBC正式签约。2012年11月，担任优酷网《晓说》节目第34、35期的嘉宾主持，由此受到较广泛关注，并与高晓松被传媒合称为“美女野兽”组合；此后，其又于2013年3月12日参与该节目第二季的启动仪式。
2013年3月19日，其与王祖蓝主持了“风从海上来”优酷土豆集团与TVB战略合作发布会。25日，其随优酷网娱乐资讯类节目《优酷全娱乐》启播而开始担任该节目的主持人，并在此期间获支持者以“聪哥”称呼。4月9日，主持剧集《爱的创可贴》启播发布会。7月5日，与柳岩、吴宗宪共同主持“2013优酷牛人盛典”。9月19日，与任鲁豫、杜悦及辰亦儒共同主持中国中央电视台音乐频道“更上一层楼”2013民族音乐会。11月，客串网络剧集《嘻哈四重奏5》，是为其首次参演影视作品。2014年2月25日，与邱启明共同在北京担任《侣行》节目参演者张昕宇、梁红于长城站举办的婚礼的主婚人。5月29日，其主演的微电影《房·车》上线播放。6月26日，出席《万万没想到2》启播发布会。8月27日至9月6日期间，参与第71届威尼斯电影节出镜报道工作。
2015年1月16日，汪聪与撒贝宁、余声共同主持“放”2014全视频之夜。10月，客串出演网络剧集《新嘻哈四重奏》。11月11日，主持优酷土豆自制节目《我是谁》首播发布会，此外亦参与了该节目云南站的录影。同月，出演喜剧栏目剧《优叻个秀》的《神灯传奇》部分。2016年3月10日，其主持“影·享2016”优酷会员品牌战略发布会。10月23日，主持电影《绝世高手》定档发布会；该片在2017年7月7日上映，而汪聪亦有客串出演该片及主持其首映礼。
2017年5月7日至6月25日期间，汪聪以“旅厨达人”身份主持安徽卫视慢综艺节目《蜜食记1》。8月，与何炅、李莎旻子共同主持《2017快乐男声》。2017年11月9日至2018年1月7日期间，其担任《蜜食记2》的主持人及制片人。2018年4月，与范明、钟丽缇、隋凯一同主持山东卫视《超级品牌官》节目。2020年5月30日，其加入了中国中央电视台《全球中文音乐榜上榜》节目复播后的主持团队。

## 作品

### 主持及常驻节目
| 制作公司         | 节目名称                                                                   | 参考及备注           |
| ---------------- | -------------------------------------------------------------------------- | -------------------- |
| 光线传媒         | 《最佳现场》《影视风云榜》《我爱看电影》                                   | [ 1 ]                |
| 江苏广播电视总台 | 《名医》                                                                   | [ 2 ]                |
| 优酷土豆         | 《这！就是娱乐圈》（原《优酷全娱乐》）《火星情报局》《举杯呵呵喝2》        | [ 6 ] [ 31 ]         |
| 中国中央电视台   | 《今乐坛》《歌霸天下》《星光璀璨——2014新民歌演唱会》《全球中文音乐榜上榜》 | [ 32 ] [ 33 ] [ 30 ] |
| 安徽广播电视台   | 《蜜食记》《蜜食记2》                                                      | [ 24 ] [ 26 ]        |
| 湖南广播电视台   | 《2017快乐男声》                                                           | [ 25 ]               |
| 山东广播电视台   | 《超级品牌官》                                                             | [ 29 ]               |

### 其它参演节目
| 播放时间               | 名称            | 播放平台 | 参考及备注 |
| ---------------------- | --------------- | -------- | ---------- |
| 2012年11月             | 《晓说》        | 优酷     | [ 3 ]      |
| 2016年1月12、19日      | 《我是谁》      | 优酷     | [ 17 ]     |
| 2016年4月29日－6月17日 | 《火星情报局1》 | 优酷     |            |
| 2018年5月13日          | 《蜜食记3》     | 安徽卫视 | [ 34 ]     |
| 2019年1月24日          | 《蜜食记4》     | 安徽卫视 | [ 35 ]     |

### 参演电影
| 上映时间      | 名称         | 角色       | 参考及备注    |
| ------------- | ------------ | ---------- | ------------- |
| 2014年5月29日 | 《房·车》    | 杜小涓     | 微电影        |
| 2017年7月7日  | 《绝世高手》 | 卢小鱼母亲 | [ 21 ] [ 22 ] |

### 参演剧集
| 上映时间   | 名称             | 角色       | 参考及备注         |
| ---------- | ---------------- | ---------- | ------------------ |
| 2013年11月 | 《嘻哈四重奏5》  | 经理前女友 | 客串               |
| 2015年10月 | 《新嘻哈四重奏》 | 准妈妈     | 客串               |
| 2015年12月 | 《优叻个秀》     | 灯神       | 仅《神灯传奇》部分 |
| 2016年11月 | 《咱们相爱吧》   | 秦媛       |                    |

### 音乐作品
单曲
| 发行时间     | 名称           | 参考及备注                 |
| ------------ | -------------- | -------------------------- |
| 2018年1月8日 | 《甜蜜的味道》 | 《蜜食记》主题曲，与毛泽少 |